# Haga negocio conmigo
Haga Negocio Conmigo fue un programa concurso que se transmitía desde el 4 de mayo de 1976 en Ecuador, con sede en Guayaquil por la señal de TC Televisión. Fue conducido desde sus inicios por Polo Baquerizo, más conocido como "El eterno perdedor".
Desde 2018 el formato del programa se retoma dentro de la revista familiar "De casa en casa".

## Historia

### Inicios
Haga Negocio Conmigo fue transmitido por primera vez el martes 4 de mayo de 1976 a las 21:00 por la señal televisiva de Canal 10 (más tarde Telecentro), actual TC Televisión con sede en la ciudad de Guayaquil. Es un programa concurso que en sus inicios fue conducido por Fernando Franco y a partir del quinto programa por Leopoldo Baquerizo, más conocido como Polo o Polito y que también se ha ganado el apodo de "El Eterno Perdedor" por parte del público debido al estilo del programa de hacer negocio con él.
Hasta enero del 2016 se hicieron las grabaciones del programa, TC Televisión al transcurso de ese año prosiguió con las emisiones del mismo en horario de sábado a las 22:00.

### Concursos
HNC cuenta con auspiciantes para cada bloque de concursos, como los más populares que son: "Agarra lo que puedas", "Beso a beso ¡Ahhh!", "Cachete con cachete", "La señora gallina", "La bolita", "Canta conmigo", "Milloneando" (concurso del cual se hizo famosa la frase "Cero Polito, Cero" la cual los participantes repiten durante todo el concurso), etcétera, además de contar con un segmento musical de artistas invitados llamado "Musicalisimo".
En el 2009, el programa cambió el formato de programa concurso para cualquier persona del público, a competencias entre dos familias, también cambió de día, y después de horario, de sábados a las 21:00 y luego a las 22:00. Después de varios programas volvieron al formato original.

### Programas especiales
El programa también ha contado con especiales por el Día de las Madres y Navidad, donde el conductor, Polo Baquerizo junto a la producción del programa, recorren barrios marginales de la ciudad en busca de abuelitas abandonadas con escasos recursos para obsequiarle electrodomésticos que puedan servir de ayuda para algún negocio y así poder tener ingresos y subsistir.

### Audiencia
Con el pasar de los años HNC tuvo mayor acogida a la audiencia de personas de escasos recursos que viven en zonas marginales de la ciudad y campesinos, quienes son los que acuden mayormente al programa.

### Reemplazo de anfitrión
En 1998 Leopoldo "Polo" Baquerizo fue candidato a diputado por el entonces partido político Democracia Popular (DP), por lo que tuvo que abandonar el programa después de 22 años como conductor de HNC. Su reemplazo temporal fue Marco Vinicio Bedoya quien permaneció poco tiempo debido a su fallecimiento. Luego de la trágica muerte de Bedoya el programa pasó por varios conductores, teniendo poco éxito. Poco después Polo regresó al programa luego de haber renunciado a su cargo como diputado electo.